# Шопен. Желание любви
«Шопе́н. Жела́ние любви́» (пол. Chopin. Pragnienie miłości; Польша, 2002) — художественный фильм режиссёра Ежи Антчака о взаимоотношениях польского пианиста и композитора Фредерика Шопена, французской писательницы Жорж Санд и её детей.

## Сюжет
Фильм рассказывает историю Фредерика Шопена и начинается в Варшаве в 1830 году. Туманной дождливой ночью адъютант великого князя Константина Павловича приезжает к 20-летнему Фредерику за помощью: только игра молодого пианиста может успокоить нервы великого князя. Шопен ненавидит великого князя, но, уступая мольбам отца, едет в Бельведерский дворец играть для князя. В Польше после ноябрьского восстания становится всё более опасно. Отец и друг Альберт Гжимала советуют Фредерику ехать в Париж.
Идёт 1832 год, через год после кровавого подавления восстания в Париже и начала эмиграции, однако Фредерик до сих пор ничего не добился в Париже и вынужден жить очень скромно. Неожиданно приходит помощь от друга Альберта Гжималы, который организовывает концерты Фредерика у баронессы де Ротшильд, которая впервые представляет его музыку социальной и культурной элите Парижа. На этом вечере Фредерика знакомят с Ференцем Листом, и оба композитора быстро становятся друзьями. Слава польского пианиста-виртуоза и композитора Фредерика Шопена растёт, он выступает в лучшем концертном зале Парижа — в зале Плейель. В течение нескольких сезонов Шопен становится настоящей звездой концертных площадок, у него появляется много учеников, его финансовое положение улучшается.
На одном из вечеров Шопена знакомят с другой знаменитостью Парижа: популярной писательницей Жорж Санд, которая только что выиграла дело о разводе с мужем — бароном Дюдеваном — и собирается везти детей на летний отдых в своё поместье в Ноане. Мадам ведёт нетрадиционный для женщины своего времени образ жизни: она не только пишет книги, но взяла себе мужское имя, одевается в мужской костюм, курит сигару, известна своими дружескими и любовными отношениями с известными людьми Флобером, Мюссе, Листом. Сейчас Жорж Санд заинтересовал Шопен, царящий в парижских салонах. Во время случайной встречи в гостиной у Листа Жорж Санд произвела на Шопена негативное впечатление. Кроме того, Жорж Санд намного старше Шопена, но она не сдаётся. Фредерик не страдал от отсутствия интереса со стороны дам, но уже пережил разрыв помолвки с Марией Водзинской, чьи родители нашли музыканта болезненным, а будущий брак их дочери сочли странным. Несмотря на интенсивную концертную деятельность и общение, Фредерик одинок и часто тоскует по Родине и своей семье. Кроме того, он очень болен, ему требуется отдых и уход, и Жорж Санд предлагает ему помощь. Жорж Санд заботится о Шопене во время болезни, и, вместо того, чтобы ехать в Ноан, планирует везти Шопена на Майорку, где тёплый климат, чтобы восстановить здоровье Фредерика. Существует ещё одна причина, по которой Жорж Санд необходимо срочно покинуть Париж: бывший наставник её детей, с которым у неё когда-то был роман, сейчас навещает их в Париже и угрожает смертью Фредерика.
На Майорке сначала всё идёт хорошо: Жорж Санд с Шопеном и детьми отдыхают и исследуют остров, на котором стоит прекрасная погода. Однако, впервые за последние 50 лет по всему острову внезапно начались сильные штормы, и здоровье Фредерика резко ухудшается. Вызывается врач и ставит диагноз туберкулёза. Все должны немедленно покинуть виллу на Майорке, владелец которой боится микробов туберкулёза, и переехать в отдалённый монастырь. Жорж Санд заботится о больных, занимается приготовлением пищи и стиркой, учащаются её конфликты с детьми, которые ревнуют и завидуют любви матери. Семейная идиллия превращается в кошмар, в дополнение ко всему Шопен не смог выполнить свои обязательства перед издателем. Жорж Санд собирается возвращаться домой в Ноан и берёт Шопена с собой.
В 1839 году Фредерик впервые приезжает в поместье своей подруги в Ноан, где в течение следующих восьми лет будет проводить летние месяцы — как правило, с мая по октябрь или даже ноябрь. В Ноане Жорж Санд и Фредерик переживают лучшую пору своей любви. Здесь же Фредерик Шопен пишет многие из своих лучших сочинений. Однако счастливая жизнь влюблённой пары в Ноане омрачается конфликтами с подрастающими детьми Жорж Санд. Морис ненавидит Шопена, потому что считает, что тот отнимает у него любовь матери, и, кроме того, является гением, а ему самому не хватает таланта. Соланж хочет конкурировать с матерью, которая отдалилась от Шопена, заботясь о его здоровье: Жорж Санд и Фредерик по-прежнему вместе, но они больше друзья, чем любовники.
Фредерик всецело поглощён своей музыкой и становится всё более раздражительным. Незначительный инцидент между Морисом и Жорж Санд из-за недоразумения с подачей блюд на стол становится для Шопена поводом уехать из Ноана. На ежегодном концерте Шопена в парижском зале Плейель рядом с его фортепиано зарезервированы места для Жорж Санд и детей. Шопен находится на пике своей славы, но известно, что его здоровье ухудшается, кроме того, ходят слухи о неизбежном крахе его отношений с Жорж Санд. Фредерик играет в экстазе, аудитория, как обычно, сходит с ума, Жорж Санд по-прежнему считает, что его игра только для неё, но это последний концерт Шопена в зале Плейель и одна из последних встреч бывших любовников. В одном из конфликтов Жорж Санд с детьми Шопен принимает сторону Соланж, вынужденную выйти замуж, что существенно повлияло на окончательный разрыв всех отношений. Морис с триумфом говорит матери: «Эти восемь лет были Вашим худшим романом, мадам».
Бывшие любовники встретятся вновь лишь однажды — случайно на лестнице. Они чужие. Фредерик ходит с трудом, удивлён встрече. Шопен мечтает вернуться домой, на Родину, но его здоровье всё более ухудшается. Фредерик пишет матери в Варшаву и просит её вместе с сестрой Людвикой приехать в Париж. Сестра приезжает к брату, и вместе они вспоминают детство и родных.
Туманный, серый, дождливый день недалеко от Варшавы осенью 1849 года. Русский солдат на границе спрашивает у вернувшейся из Парижа Людвики: «Что везёте домой?». «Сердце …» — отвечает она после долгой паузы и смотрит вдаль на поля, где сквозь туман проступают силуэты деревьев. Это было сердце Фредерика Шопена, которое, согласно его предсмертной просьбе, привезли домой…

## В ролях
- Пётр Адамчик — Фредерик Шопен
- Данута Стенка — Жорж Санд
- Адам Воронович — Морис, сын Жорж Санд
- Божена Стахура — Соланж, дочь Жорж Санд
- Сара Мюльднер — Соланж в детстве
- Мариан Опаня — слуга Ян
- Анджей Зелиньский — Альберт Гжимала, друг Фредерика Шопена
- Ежи Зельник — Николя Шопен, отец Фредерика Шопена
- Ядвига Бараньская — Юстына, мать Фредерика Шопена
- Анна Радван — Людвика, сестра Фредерика Шопена
- Агнешка Ситек — Изабелла, сестра Фредерика Шопена
- Януш Гайос — великий князь Константин Павлович
- Мария Гладковская — Иоанна Грудзинская, жена великого князя
- Михал Конарский — Ференц Лист
- Анна Корч — баронесса Шарлотта де Ротшильд
- Марек Обертын — барон Казимир Дюдеван, муж Жорж Санд
- Ежи Гралек — Полит, брат Жорж Санд
- Иренеуш Махницкий — адъютант великого князя
- Зофья Мерле — кухарка Зузанна
- Сильвия Высоцкая — графиня Мари д’Агу
- Алиция Яхевич — гостя на концертах
- Тадеуш Боровский — доктор Санчес

## Музыканты
- Солисты (фортепиано, скрипка): Януш Олейничак, Вадим Бродский, Пол Мазуркевич, Пол Олейничак, Пётр Адамчик, Памела Франк, Йо-Йо Ма, Эмануэль Акс, Марек Вронский, Кшиштоф Баковски, Пауль Год, Войцех Ковалевски, Юкио Ёкояма
- Польский симфонический оркестр (польск. Polska Orkiestra Symfoniczna)
- Дирижёр: Войцех Михневский
- Музыкальное сопровождение: Ежи Максимюк (подготовка музыки Фредерика Шопена для фильма)
- Музыкальные записи сделаны в студии Польского радио в Варшаве

## Съёмочная группа
- Режиссёр: Ежи Антчак
- Продюсеры: Ежи Антчак, Павел Раковский
- Сценаристы: Ежи Антчак, Ядвига Бараньская
- Оператор: Эдвард Клосиньский
- Художник-постановщик: Анджей Пржедворски
- Художники по костюмам: Магдалена Бьернавска-Теславска, Павел Грабарчик
- Художники по декорациям: Альбина Бараньска, Анна Жадковская
- Монтажёр: Ева Романовска-Розевич

## Награды
- 2003 — Польская кинематографическая премия за лучшую женскую роль (Данута Стенка);
- 2003 — «Стожары», МКФ в Киеве — премия за лучшую женскую роль (Данута Стенка);
- 2003 — «Стожары», МКФ в Киеве — премия за лучшую мужскую роль (Пётр Адамчик);
- 2003 — «Листопад», МКФ в Минске — приз за лучшую главную женскую роль (Данута Стенка);
- 2003 — «Worldfest», Независимый кинофестиваль в Хьюстоне — Платиновая награда за лучший фильм-драму (Ежи Антчак);
- 2003 — «Worldfest», Независимый кинофестиваль в Хьюстоне — Золотой приз за лучшую операторскую работу (Эдвард Клосиньский).

## Места съёмок
- Польша: Варшава: Варшавский университет — улицы Парижа; Дворец Тышкевичей — резиденция князя Константина, лестницы одного из домов Шопена; Казимировский дворец — резиденция князя Константина; Лазенковский парк — 2 концертных выступления Шопена в зале; Большой дворец в Отвоцке (польск. Pałac w Otwocku Wielkim[пол.]) — 3 квартиры Шопена в Париже; Старый город в Люблине (польск. Stare Miasto w Lublinie[пол.]) — сцены на улицах Варшавы и Парижа; Дворец в Козлувке — гостиная баронессы Ротшильд; около Любартува.
- В мире: Париж, Майорка (в период с июня по октябрь 2000 года).

## Издание на видео
- Режиссёр снял две версии фильма: польскую, которая длится 123 минуты, и английскую версию, которая длится 118 минут. Английская версия фильма содержит немного меньше сцен, чем польская версия.
- Премьера фильма состоялась 1 марта 2002 года в Варшаве.
- Фильм был показан более чем в 40 странах.
- Фильм выпущен на DVD во многих странах, в том числе в США, Канаде, России, Норвегии, Швеции, Дании, Португалии, Словении, Греции, Украине.
- Входит в число самых дорогостоящих кинофильмов Польши.
- Входит в число кинофильмов с наибольшим числом копий в Польше.
- Входит в число кинофильмов, собравших наибольшую зрительскую аудиторию в Польше.